# Лісова вагабунда
Лісова вагабунда (Crypsirina) — рід горобцеподібних птахів родини воронових (Corvidae). Представники роду поширені у Південно-Східній Азії.

## Види
Відомо два види:
- Вагабунда чорноголова (Crypsirina cucullata)
- Вагабунда чорна (Crypsirina temia)